# Döbrönte
Döbrönte je vas na Madžarskem, ki upravno spada pod podregijo Pápai Županije Veszprém.